# Zentrum Informationsarbeit Bundeswehr
Das Zentrum Informationsarbeit Bundeswehr (ZInfoABw) ist am 1. Dezember 2014 aus der bisherigen Akademie der Bundeswehr für Information und Kommunikation hervorgegangen. Unter dem Dach dieses Kompetenzzentrums der Informationsarbeit (Presse-, Öffentlichkeits- und Medienarbeit) der Bundeswehr finden sich vier Bereiche an zwei Standorten wieder.

## Bereiche
Der Zentralbereich in Strausberg (Brandenburg) auf dem „Campus Strausberg Bundeswehr“ setzt sich aus der Leitung, dem Stab und dem Stabsquartier zusammen. Seit dem 1. April 2016 ist hier die Betreuungsstelle Strausberg für die Zivilberufliche Aus- und Weiterbildung (ZAW) in der Barnim-Kaserne unterstellt. Seit 02/24 werden hier die Jugendoffiziere der Bundeswehr in ihrer Rolle als Mittler für Sicherheits- und Verteidigungspolitik in der Öffentlichkeit betreut.
Der Bereich Akademie in Strausberg widmet sich ausschließlich der Aus- und Weiterbildung des Personals der Informationsarbeit und der Karriereberatung der Bundeswehr sowie dem Medien- und Kommunikationstraining ausgesuchter Angehöriger der Bundeswehr und des Bundesministeriums der Verteidigung.
Der Bereich Weiterentwicklung in Strausberg widmet sich Trends, Analysen, Forschungsbegleitung sowie der Überprüfung von Organisation und Verfahren hinsichtlich der Informationsarbeit der Bundeswehr. Er ist dabei fachlich direkt an den Stab Informationsarbeit Referat Öffentlichkeitsarbeit des Bundesministeriums der Verteidigung BMVg gebunden. Des Weiteren wird hier (seit 02/24) das Seminarwesen der Bundeswehr als einen Teil der Öffentlichkeitsarbeit organisiert, darunter das bereits seit 1982 bestehende Manfred-Wörner-Seminar.
Der Bereich Redaktion der Bundeswehr ist das Verlagshaus der Bundeswehr. Am Sitz in der Reinhardtstraße 52 in Berlin-Mitte werden an einem Ort alle Ausspielkanäle (Print, Online, Social Media) der Bundeswehrmedien sowie der Internen Kommunikation („YNSIDE“/online, „Y“/Themenmagazin/Print) produziert.

## Bibliothek
Die Bibliothek des Zentrums ist die größte militärwissenschaftliche Fachbibliothek in Deutschland. Sie dient zugleich als zentrale Archiv- und Speicherbibliothek der Bundeswehr. Zum Altbestand zählen auch Reste der Bibliothek der Pépinière.

## Kommandeure
| Nr. | Name                             | von           | bis           |
| --- | -------------------------------- | ------------- | ------------- |
| 1   | Kapitän zur See Christian Dienst | 1. Dez. 2014  | 27. Sep. 2024 |
| 2   | Oberst Thomas Mammen             | 27. Sep. 2024 | –             |